# Señal Wow!

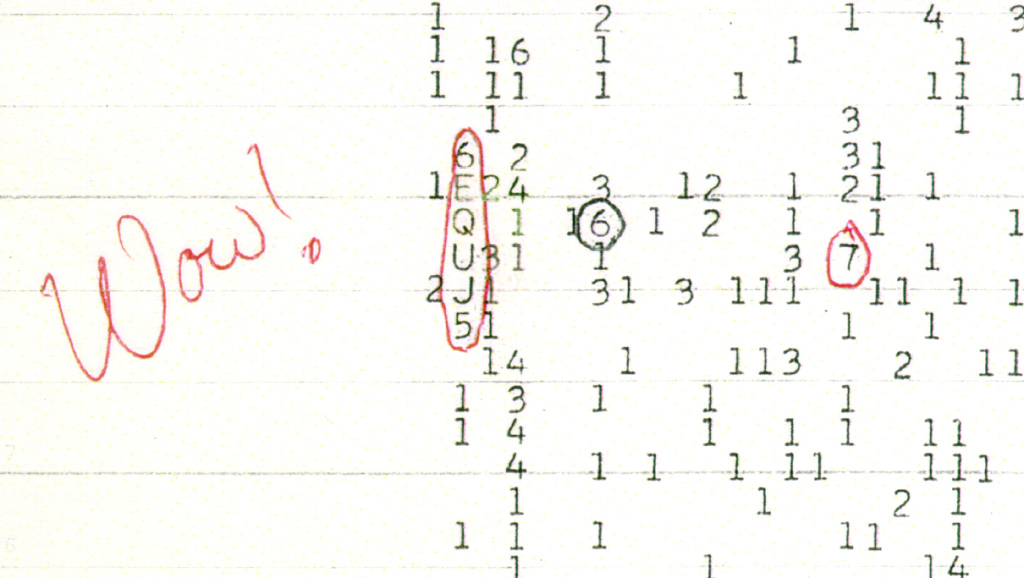
La señal Wow!

La señal Wow! (equivalente a la interjección en español ¡guau!) es la denominación por la cual se conoce en círculos astronómicos la captación de una señal de radio que podría tener un origen extraterrestre y haber sido emitida por seres inteligentes.
El 15 de agosto de 1977 a las 23:16, el radiotelescopio Big Ear recibió una señal de radio de origen desconocido durante exactamente 72 segundos proveniente de la zona oriental de la constelación de Sagitario y alcanzando una intensidad 30 veces superior al ruido de fondo. 
De acuerdo con el protocolo utilizado, esta señal no fue grabada sino que fue registrada por la computadora del observatorio en una sección de papel continuo diseñada para tal efecto. Unos días después, el joven profesor de la Universidad Estatal de Ohio, Jerry R. Ehman, que estaba trabajando como voluntario en el proyecto SETI revisando los registros de la computadora, descubrió la señal anómala más intensa que se hubiera detectado hasta entonces por un radiotelescopio. La señal fue conocida como Wow! debido a la anotación que Jerry Ehman hizo en el papel continuo, denotando su sorpresa y emoción. La secuencia de dicha señal fue: 6EQUJ5. 
Durante muchos años se ha investigado el origen de la señal. Las explicaciones de la señal van desde el supuesto mensaje de una civilización extraterrestre inteligente hasta alguna interferencia cercana al radiotelescopio. Ninguno de los intentos posteriores de obtener una señal de la misma dirección han encontrado nada inusual. En 2017 un artículo publicado en el Journal of the Washington Academy of Sciences argumentaba que la señal podría ser ocasionada por el paso de un cometa y que ésta sería el reflejo de la nube de hidrógeno que iba con él. Sin embargo, esta teoría no fue compartida por Ehman y sugirió que se podría tratar de ráfagas rápidas de radio.

## Detección de la señal
La computadora del radio-observatorio, una IBM 1130 equipada con 1 MB de disco duro y 32 kB de memoria RAM, se encargaba de convertir los datos recibidos directamente por el radiotelescopio a una serie de caracteres alfanuméricos. El software, diseñado por Bob Dixon y Jerry Ehman, era bastante sofisticado, ya que hacía continuos chequeos del funcionamiento del equipo y era capaz de ejecutar varios algoritmos de búsqueda simultáneamente, incluidos unos algoritmos de búsqueda capaces de aislar señales pulsantes o continuas. Además, sirvió para solucionar la falta de espacio en los registros de impresora y el ahorro de tinta ya que se estaban rastreando cincuenta canales en la frecuencia del hidrógeno neutro (1420 MHz). Cada fila representaba los resultados de los datos recogidos durante aproximadamente doce segundos de búsqueda. Eran necesarios diez segundos para obtener las intensidades de todos los canales y aproximadamente dos segundos para que la computadora procesara los datos recibidos. Las columnas representaban las intensidades para los cincuenta canales en rastreo, de 10 kHz de ancho de banda cada uno, con el canal n.º 1 situado en el extremo izquierdo y el canal n.º 50 situado en el extremo derecho. 
Para detectar con precisión la intensidad de una posible señal, la computadora basaba las mediciones tomando como referencia la medición anterior. Esto se hacía debido a que el ruido de fondo no es constante en el tiempo y necesitaban tener en todo momento una referencia actualizada del mismo para poder diferenciar lo que es señal de lo que es el ruido. Este proceso se llevaba a cabo en cinco pasos: 
1. En un primer momento se dividía en seis porciones la señal recibida en cada canal, de las cuales se separaban 1/6 del valor actual y 5/6 del valor anterior y se separaban para eliminar el ruido de base.
2. En el siguiente paso el resto se dividía por la desviación estándar [nota 1] computada sobre 60 periodos (porciones de señal), 1/60 del valor actual más 59/60 del valor anterior.
3. El número calculado en el primer paso se dividía por el número calculado en el segundo. Esta operación daba la relación de ruido de la señal.
4. Después se tomaba la parte entera de esta relación de ruido de la señal.
5. Por último, el número entero era impreso con las siguientes modificaciones: Si el valor era un 0, se representaba mediante un espacio en blanco; los valores entre el 1 y el 9 eran impresos tal cual; los enteros del 10 al 35 eran representados con las letras mayúsculas que van de la A a la Z respectivamente. Si alguna señal tenía una intensidad de 36 o superior, el programa simplemente empezaba de nuevo desde 0. Así, por ejemplo, el valor 39 sería convertido a 4 (39-35).

La secuencia "6EQUJ5" en el segundo canal del registro de la computadora representaba los siguientes valores de ruido de la señal: 
- 6: los valores entre 6,0 y 6,999...
- E: los valores entre 14,0 y 14,999...
- Q: los valores entre 26,0 y 26,999...
- U: los valores entre 30,0 y 30,999...
- J: los valores entre 19,0 y 19,999...
- 5: los valores entre 5,0 y 5,999...

El intervalo más intenso recibido corresponde a la "U" (la "U" significa que la señal era treinta veces más intensa que el ruido de fondo). Mucho de este ruido de fondo llega al receptor sin que se vea alterado, pero algunos ruidos pueden provenir de los árboles, de la hierba u otros objetos circundantes y algo proviene del remanente del Big Bang, explosión que se estima habría ocurrido hace 13.700 millones de años.
1420,4056 MHz - Hidrógeno neutro
¿Por qué en esta frecuencia? Porque es la del elemento más abundante en el universo. Hay millones de frecuencias posibles en todo el espectro radioeléctrico, pero se piensa que cualquier civilización inteligente lo suficientemente avanzada como para estudiar el universo debería conocer la radioastronomía y, por tanto, hacer investigaciones radioastronómicas. Si esto es así deberían conocer la frecuencia natural de emisión del hidrógeno neutro, que al ser el elemento más abundante del universo proporciona un canal óptimo para la emisión y la recepción de señales. 
Ya tenemos el canal, pero ¿en qué tipo de onda podemos esperar recibir un posible mensaje? Hay varios tipos de onda que se diferencian por sus características a la hora de imprimirles un mensaje, como son la modulación de frecuencia (FM), la modulación de amplitud (AM), la modulación de fase, la modulación digital, la banda lateral única, etc. Pero de entre todas ellas destaca una en particular por su capacidad de concentrar gran cantidad de energía en el menor ancho de banda. Esta es la conocida como onda continua o CW (Continuous Wave), que, por ser de una frecuencia fija y estable, es la onda óptima para salvar las grandes distancias interestelares a la vez que se puede escuchar a niveles muy bajos de señal (el código Morse se emite en CW).

## Ancho de banda y frecuencia

Gráfico de intensidad de señal versus tiempo ajustado con una función gaussiana.

El ancho de banda de la señal es menor que 10 kHz. Para la frecuencia se han dado dos valores diferentes: 1420,356 MHz y 1420,456 MHz; en cualquier caso, esas frecuencias están próximas a la frecuencia de transición hiperfina del hidrógeno. Esa frecuencia forma parte del espectro de radio donde está prohibida la emisión por tratados internacionales. 
Se sugieren dos posibles coordenadas ecuatoriales: 
- A.R. = 19h22m22s ± 5s
- A.R. = 19h25m12s ± 5s

Ambas coordenadas tienen declinación = -27°03´ ± 20´ (época B1950.0). Este enlace  reproduce el sonido (no es el original pero es lo más parecido creado por computadora).

## Posibles explicaciones

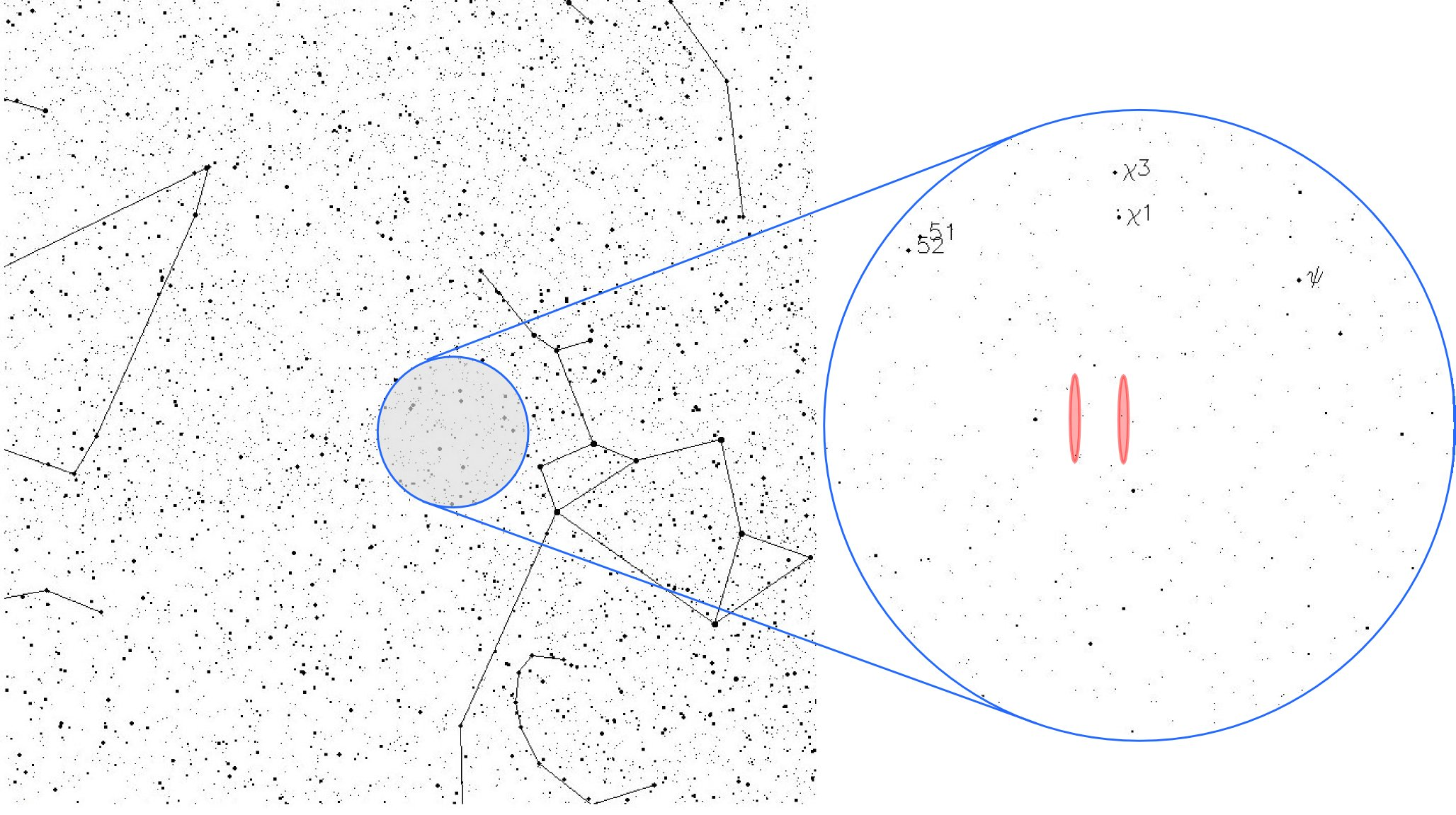
Localización.

El código alfanumérico «6EQUJ5» posee un significado específico. 
Las intensidades recibidas del espacio se codifican de la siguiente manera:
0 = Intensidad 0
«1»...«9» = Intensidad 1,...Intensidad 9
«a», «b»,...= Intensidad 10, Intensidad 11 y así sucesivamente.
El valor 'U' (intensidad entre 30.0 y 30.999) fue la mayor jamás registrada por el telescopio.
El telescopio Big Ear estaba fijo y empleaba la rotación de la Tierra para escanear el cielo. Por la velocidad de rotación de la Tierra y la ventana de observación del telescopio, éste sólo podía observar un punto cualquiera durante 72 segundos. Por eso, se da por hecho que una señal extraterrestre se registraría durante exactamente 72 segundos y que la grabación de la intensidad de esa señal mostraría un pico gradual durante los primeros 36 segundos (hasta que la señal llegara al centro de la ventana de observación del telescopio) para luego mostrar un descenso gradual. Por eso, tanto la duración de la señal Wow!, 72 segundos, como su forma, corresponderían a un origen extraterrestre. Hay tres hipótesis que intentan explicar el fenómeno:
1. La señal proviene de una emisión de radio de un satélite artificial que atravesó esa órbita en ese instante.
2. La emisión de radio fue producto de un acontecimiento astronómico de enorme potencia.
3. La señal tiene su origen en una civilización avanzada tecnológicamente con un potente transmisor.

Mucho se ha especulado sobre esta última, alegando que, de querer comunicarse con otra civilización, se debería usar la frecuencia del hidrógeno.
Jerry R. Ehman, el descubridor de la señal, siempre ha expresado sus dudas de que la señal pueda tener un origen extraterrestre. Según sus palabras, «deberíamos haberla visto de nuevo cuando la buscamos más de cincuenta veces; algo me sugiere que se trató de una señal con origen terrestre que simplemente se reflejó en algún pedazo de basura espacial» («We should have seen it again when we looked for it 50 times. Something suggests it was an Earth-sourced signal that simply got reflected off a piece of space debris»).
En enero de 2016 se planteó una explicación que involucraba a dos cometas, 266P/Christensen y P/2008 Y2 (Gibbs), que en la época no se habían descubierto (de hecho, se descubieron durante la década de 2010) y se encontraban en aquella zona del espacio cuando se registró la señal. Según Antonio Paris, astrónomo del St. Petersburg College de Florida, se sabe que ambos cuerpos celestes liberan grandes nubes de hidrógeno cuando entran en nuestro sistema solar y reciben el impacto de la radiación solar. Esas estelas de hidrógeno habrían bastado, según el astrónomo, por sí solas para generar una lectura anómala y muy intensa en las mediciones.
A principios de junio de 2017 se publicó en medios de todo el mundo que se había resuelto el origen de la misteriosa señal. Desde el 27 de noviembre de 2016 al pasado 24 de febrero, el Centro de Ciencia Planetaria realizó 200 observaciones del espectro de radio para validar la hipótesis de Paris.[cita requerida] El investigador, cuyo estudio aparece publicado en la revista de la Academia de las Ciencias de Washington, cree que en realidad la señal fue emitida por el cometa 266P/Christensen, que pasó cerca de la Tierra en agosto de 1977. Como este año volvería a hacerlo, Paris quiso comprobar si la señal era la misma. Ese era su candidato principal, junto a otro cometa, el P/2008 Y2 (Gibbs). Alrededor de cada cometa activo hay una gran nube de hidrógeno con un radio de varios millones de kilómetros. Ehman detectó la señal en 1,42 GHz, que es la radiofrecuencia que emite naturalmente el hidrógeno. En efecto, cuando 266P/Christensen volvió a acercarse, viaje que realiza cada siete años y medio, la señal fue la misma. El investigador comparó la señal con la de otros tres cometas y fue la misma, 1,42 GHz.[cita requerida]
Las hipótesis de A. Paris sobre el origen cometario de la señal están siendo ampliamente discutidas por otros investigadores como Chris Lintott, que menciona problemas como la distancia del citado cometa al lugar del cielo al que apuntaba el radiotelescopio y la falta de referencias científicas sobre emisiones a 1.42 GHz procedentes de cometas.
En agosto de 2024, según la Universidad de Arecibo en Puerto Rico, el Wow! Probablemente fue causado por un raro evento astrofísico, el repentino brillo de una fría nube molecular provocado por una emisión estelar.